# Ackretionsskiva

Ackretionsskiva i binärt system

Ackretionsskiva, även kallad insamlingsskiva, är huvudsakligen ett begrepp inom högenergiastrofysiken, men det används även inom till exempel stjärnbildning. Det är en direktöversättning av det engelska accretion disk, som kommer från latinets accrēscere, att växa. Det typiska exemplet på hur en ackretionsskiva uppstår är i en tät dubbelstjärna bestående av ett kompakt objekt, en vit dvärg, en neutronstjärna eller ett svart hål, och en vanlig stjärna. Om den vanliga stjärnan fyller sin Roche-lob, så kommer tidvattenkraften från det kompakta objektet att dra loss gas från stjärnans yta. Denna gas kommer sedan att falla in mot det kompakta objektet, men på grund av stjärnans rörelse har gasen så mycket rörelsemängdsmoment att gasen inte kan falla ned på det kompakta objektet. I stället kommer gasen att bilda en ackretionsskiva runt det kompakta objektet. Gasen i skivan kommer gradvis att förlora sitt rörelsemängdsmoment, och på så vis kan gasen långsamt driva in mot det kompakta objektet. På så vis frigörs gasens potentiella energi, vilken värmer upp skivan. Om det kompakta objektet är en neutronstjärna eller ett svart hål, så frigörs det mer energi på detta vis än genom nukleär fusion, som är energikällan i vanliga stjärnor.
Ackretionsskivor kan också uppstå i andra sammanhang då gas med ett högt specifikt rörelsemängdsmoment faller in mot ett massivt objekt Till exempel tycks det i centrum av de flesta galaxer finnas supermassiva svarta hål med massor upp till miljarder gånger större än Solen. Då gas eller stjärnor från resten av galaxen närmar sig det svarta hålet, kan det uppstå en ackretionsskiva kring det svarta hålet. Skivan kan bli mycket stor, upp till åtskilliga ljusår, det vill säga många gånger större än vårt solsystem. I de fall det finns ett kraftigt inflöde mot det svarta hålet, kommer galaxkärnan att bli mycket ljusstark, och man talar då om en aktiv galaxkärna.
Ett annat exempel är när stjärnor bildas. Stjärnor bildas ur stora gasmoln som kollapsar under sin egen gravitation. Det totala rörelsemängdsmomentet bevaras medan molnet drar ihop sig, genom att molnet roterar allt snabbare. En effekt av denna rotation är att den yttre delen av molnet plattas ut till en skiva kring protostjärnan. Det är i denna skiva som planeterna senare bildas.

## Standardmodellen
Forskningen om ackretionsskivor tog fart omkring 1970 som ett resultat av upptäckten av kvasarerna och insikten att flera av de starkaste kosmiska röntgenkällorna är dubbelstjärnor bestående av en vanlig stjärna och en neutronstjärna eller ett svart hål. I standardmodellen för en ackretionsskiva antar man gasen rör sig runt det kompakta objektet på praktiskt taget cirkulära banor med en rotationshastighet som ges av Keplers lagar. Detta innebär att skivans radiella stabilitet ges av en balans mellan gravitationen från det kompakta objektet och gasens rotationshastighet, medan trycket är försumbart. Det låga trycket ger att skivans tjocklek kommer att vara liten eftersom tjockleken bestäms av en balans mellan trycket och gravitationen från det kompakta objektet. Sådana ackretionsskivor kallas för tunna. Trots att skivorna är tunna kommer de i allmänhet att vara ogenomskinliga, vilket betyder att varje del av skivan kommer att sända ut svartkroppsstrålning motsvarande den lokala temperaturen. Temperaturen kan man beräkna genom att se hur mycket potentiell energi som frigörs lokalt då gasen i skivan gradvis driver inåt. Inflödet av gasen genom skivan bestäms i sin tur av att de spänningar, som uppstår i skivan allt eftersom rotationshastigheten växer inåt, transporterar gasens rörelsemängdsmoment utåt.
Det stora problemet var att beskriva de spänningskrafter som uppstår i skivan. Gasens vanliga viskositet är alltför låg för att driva inflödet av gasen. I stället antog man att på grund av den differentiella rotationen uppstår det turbulens i skivan och att turbulensen i sin tur producerar en mycket kraftigare turbulent viskositet, som kan driva inflödet. Shakura och Sunyaev föreslog 1973 en enkel fenomenologisk beskrivning av denna turbulenta viskositet. Deras arbete från 1973 om tunna ackretionsskivor är ett av de oftast citerade arbetena i modern astrofysik, och modellen har blivit känd som {\displaystyle \alpha }-disk modellen, där {\displaystyle \alpha } är en fri parameter i beskrivningen av den turbulenta viskositeten. Enligt denna modell kan man dela upp en ackretionsskiva kring ett svart hål i tre delar: En yttre del där skivan hålls uppe av vanligt gastryck och gasens ogenomskinlighet bestäms av Kramers lag, en mellanliggande del där trycket fortfarande ges av den ideala gaslagen, men växelverkan mellan gasen och den elektromagnetiska strålningen ges av spridning mot fria elektroner i gasen, och slutligen en inre del i vilken strålningstryck dominerar över gastryck och strålningen kopplar till materien genom elektronspridning. Denna innersta del av ackretionsskivan är dock instabil. Detta ledde till att en serie av andra modeller för tunna ackretionsskivor utvecklades, till exempel en modell där den innersta delen av Shakuras och Sunyaevs skiva ersätts av en geometriskt tjockare men genomskinlig del, i vilken protonerna är mycket varmare än elektronerna.
{\displaystyle \alpha }-receptet för den turbulenta viskositeten, förklarade inte hur turbulensen transporterade ut rörelsemängdsmomentet ur skivan eller ens hur skivan kunde bli turbulent. Tvärtom kan man enkelt visa att en skiva i keplersk rotation är hydrodynamiskt stabil, och därmed inte bör utveckla turbulens. Dock kunde Balbus och Hawley 1991 visa att om det fanns ett svagt magnetfält i skivan så skulle den keplerska rotationen bli instabil,, vilket kunde leda till att det uppstod turbulens i skivan. Detta bekräftades också av senare numeriska simuleringar.

## Tjocka ackretionsskivor
Modellen för tunna ackretionsskivor är tillämpbar så länge som att det inte är alltför mycket materia som strömmar in genom skivan, det vill säga som den frigjorda effekten är liten jämfört med Eddington-luminositeten. När skivans luminositet blir större än Eddington-luminositeten, kommer den att svälla upp och bli geometriskt tjock.
I slutet på 1970-talet hade en grupp av polska forskare, däribland Marek Abramowicz, utvecklat en modell för tjocka ackretionsskivor, som blev kallade "Polish doughnuts". Intresset för de tjocka skivorna avtog dock i mitten på 1980-talet sedan Papaloizou och Pringle hade visat att en grupp av sådana modeller var instabila.
Senare formulerade Abramowicz med kollegor en ny teori för smala skivor, som har en luminositet strax under eller nära Eddington-luminositeten. Dessa skiljde sig från de tidigare modellerna för tjocka skivor, i vilka man i detalj hade beskrivit skivans inre struktur, genom att i de smala modellerna använda vertikala genomsnitt precis som i de tunna skivmodellerna.
Vid mitten av 1990-talet fann Abramowicz lösningar för ytterligare en typ av skivor. Utmärkande för dessa är att de skickar ut ovanligt lite strålning. De har fått namnet ADAF (Advection-Dominated Accretion Flows) och väntas förklara, varför vissa typer av system med förmodade kompakta objekt sänder ut så lite strålning. Den infallande materien är i detta fall så dålig på att stråla ut sin värme att den istället tar med sig värmen in i det svarta hålet
Sixten Heymans pris utdelades år 2007 till Marek Abramowicz, numera professor emeritus i astrofysik vid Göteborgs universitet, för hans forskning om ackretionsskivor runt kompakta objekt.

## Ackretionsskivor kring unga stjärnor
Stjärnor bildas ur stora molekylmoln. Om det molnfragment som kollapsar ner till en enskild stjärna har en svag rotation från början, så kommer molnet att rotera allt snabbare efter hand som det drar ihop sig, eftersom dess rörelsemängdsmoment ska bevaras. Detta leder till att medan de centrala delarna av molnet kan bilda en sfärisk protostjärna i mitten, kommer resten av molnet att bygga upp en skiva omkring protostjärna. Denna skiva kan betraktas som en ackretionsskiva eftersom material i skivan gradvis kommer att driva inåt och falla ner på stjärnan. I många fall är skivans huvudsakliga värmekälla inte den potentiella energi som frigörs genom ackretionsflödet, utan istället värms skivan upp av strålningen från den unga stjärnan. Det främst när man har mycket omfattande ackretionsflöden, som i FU Orionis-stjärnor, som skivan värms upp direkt av ackretionsprocessen. Den infraröda strålningen från klassiska T Tauri-stjärnor domineras av strålningen från skivan, medan de nakna T Tauri-stjärnorna inte tycks ha några ackretionsskivor, utan är betydligt svagare i infrarött.
Det är i den här skivan som det kan bildas planeter. Man antar att stoft i skivan gradvis klumpar ihop sig till större himlakroppar, planetesimaler, som blir så tunga att de hålls ihop av sin gravitation. Planetesimalerna fortsätter sedan att klumpa ihop sig till större objekt, vilka till sist är riktiga planeter. För att slutresultatet ska bli en stor planet som Jupiter, så måste det först bildas en planet som är så stor att dess gravitation kan fånga in gas från skivan. Ett problem för teorin är att förklara hur detta kan gå tillräckligt snabbt, för observationer visar att gasskivan har försvunnit när stjärnan är ett par miljoner år gammal. Jordlika planeter tror man dock kan fortsätta att bildas eftersom det finns kvar stoftskivor kring stjärnorna under flera miljoner år, och de jordlika planeterna kan då fortsätta att fånga in det här stoftet under lång tid, och på så vis tillväxa i storlek.

## Ackretionsskivor och jets
I en del fall, särskilt svarta hål och unga stjärnor, åtföljs ackretionsflödet av gasstrålar som kastas ut från den inre delen av ackretionsskivan. De polära jetstrålar som kan ses strömma ut från galaxkärnor rör sig med hastigheter mycket nära ljusets hastighet och kan sträcka sig långt utanför den synliga galaxen. Motsvarande jets från unga stjärnor rör sig betydligt långsammare, men även dessa sträcker sig långt ut.
De dominerande modellerna för hur dessa gasstrålar bildas bygger på att plasmat i skivan accelereras ut från ackretionsskivan längs ett magnetfält på grund av centrifugalkraften. Detta magnetfält kommer också att hålla ihop gasflödet i en smal stråle längre ut.